# Große Schlicke
Pour les articles homonymes, voir Schlicke.
La Große Schlicke est une montagne qui s'élève à 2 059 m d’altitude dans les Alpes d'Allgäu, en Autriche.